# کانتا کوندو
کانتا کوندو (انگلیسی: Kanta Kondo؛ زادهٔ ۱۱ اوت ۱۹۹۳) بازیکن فوتبال اهل ژاپن است.